# Równina Białogardzka
Równina Białogardzka (313.42) – mezoregion fizycznogeograficzny, część Pobrzeża Koszalińskiego. Rozciąga się pomiędzy Równiną Gryficką na zachodzie a wałem morenowym Góry Chełmskiej na wschodzie, który oddziela położoną dalej na wschód Równinę Słupską.
Na południowym zachodzie graniczy z Wysoczyzną Łobeską, natomiast wzdłuż doliny Parsęty wysuwa się dalej na południe i ciągnie się aż do wzgórz morenowych Pojezierza Drawskiego. Od północy ograniczona Wybrzeżem Słowińskim.
Równina morenowa w zachodniej części Pobrzeża Koszalińskiego; wysokość do 88 m (Niwka); wzgórza morenowe, małe, nieliczne jeziora; główna rzeka Parsęta; hodowla bydła; eksploatacja ropy naftowej (Karlino).
Miasta: Koszalin, Białogard, Karlino, Tychowo.
Rzeki: Parsęta, Radew z Chotlą, Leśnica z Leszczynką, Dzierżęcinka.
Jeziora: Jezioro Rosnowskie, Hajka, Lubiatowo Północne, Lubiatowo Wschodnie, Parnowskie Jezioro.
Wzniesienia: Plaskosz, Niwka, Góra Kościernicka, Żółta Góra.

## Turystyka
Parsęta i Radew stanowią miejsca organizacji spływów kajakowych. W Tychowie największy w Polsce i drugi w Europie głaz narzutowy „Trygław”. Szlaki turystyczne koncentrują się przede wszystkim wokół Góry Chełmskiej. Pozostałe łączą obszar m.in. z Pojezierzem Drawskim i Wybrzeżem Słowińskim, np:
- Szlak „Solny”
- Szlak im. Józefa Chrząszczyńskiego

## Krajobraz Równiny Białogardzkiej

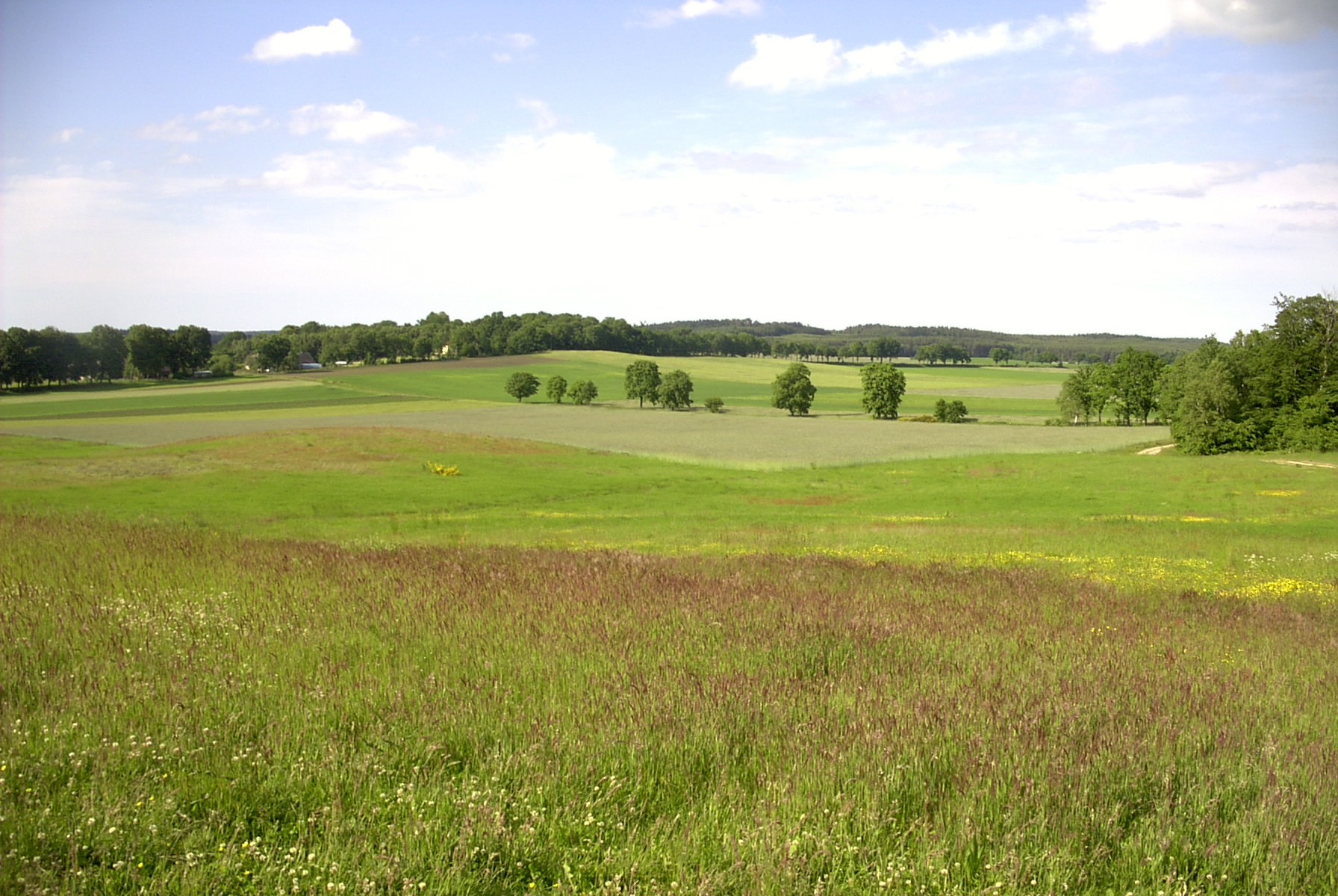
krajobraz okolic Karlina
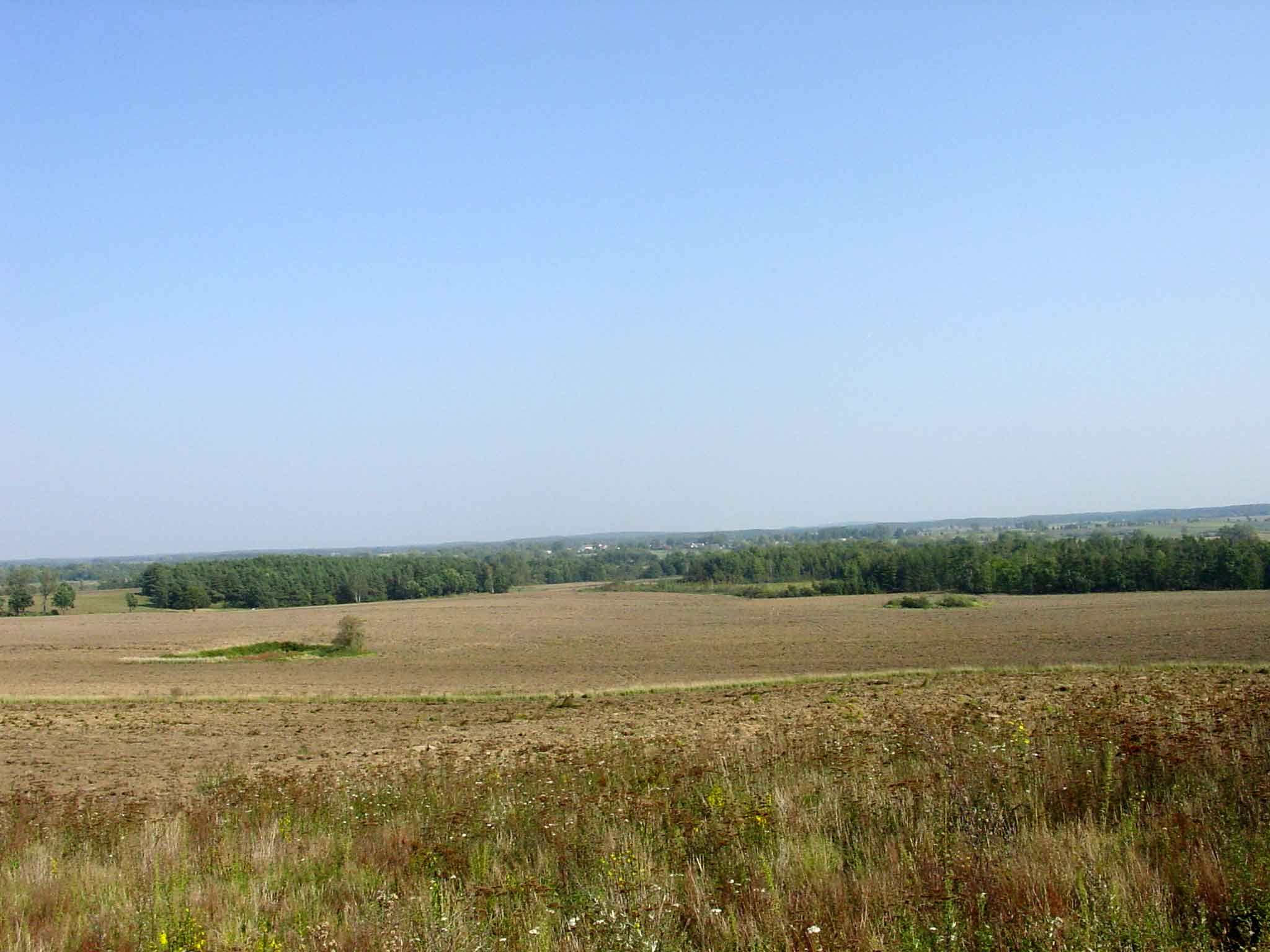
krajobraz okolic Białogardu